# Opuntia oricola
Opuntia oricola är en kaktusväxtart som beskrevs av Philbrick. Opuntia oricola ingår i släktet fikonkaktusar, och familjen kaktusväxter. Inga underarter finns listade i Catalogue of Life.

## Bildgalleri

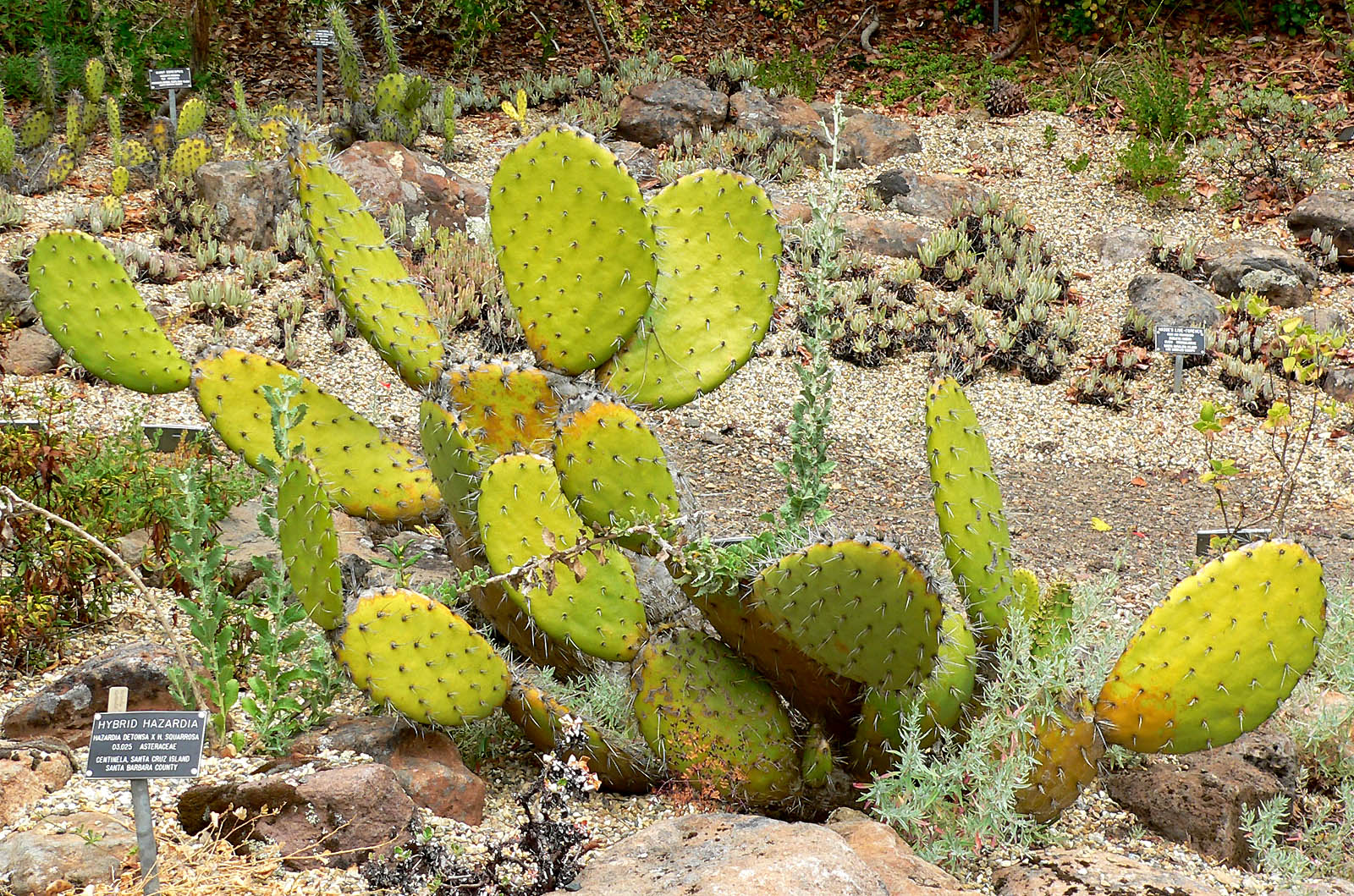
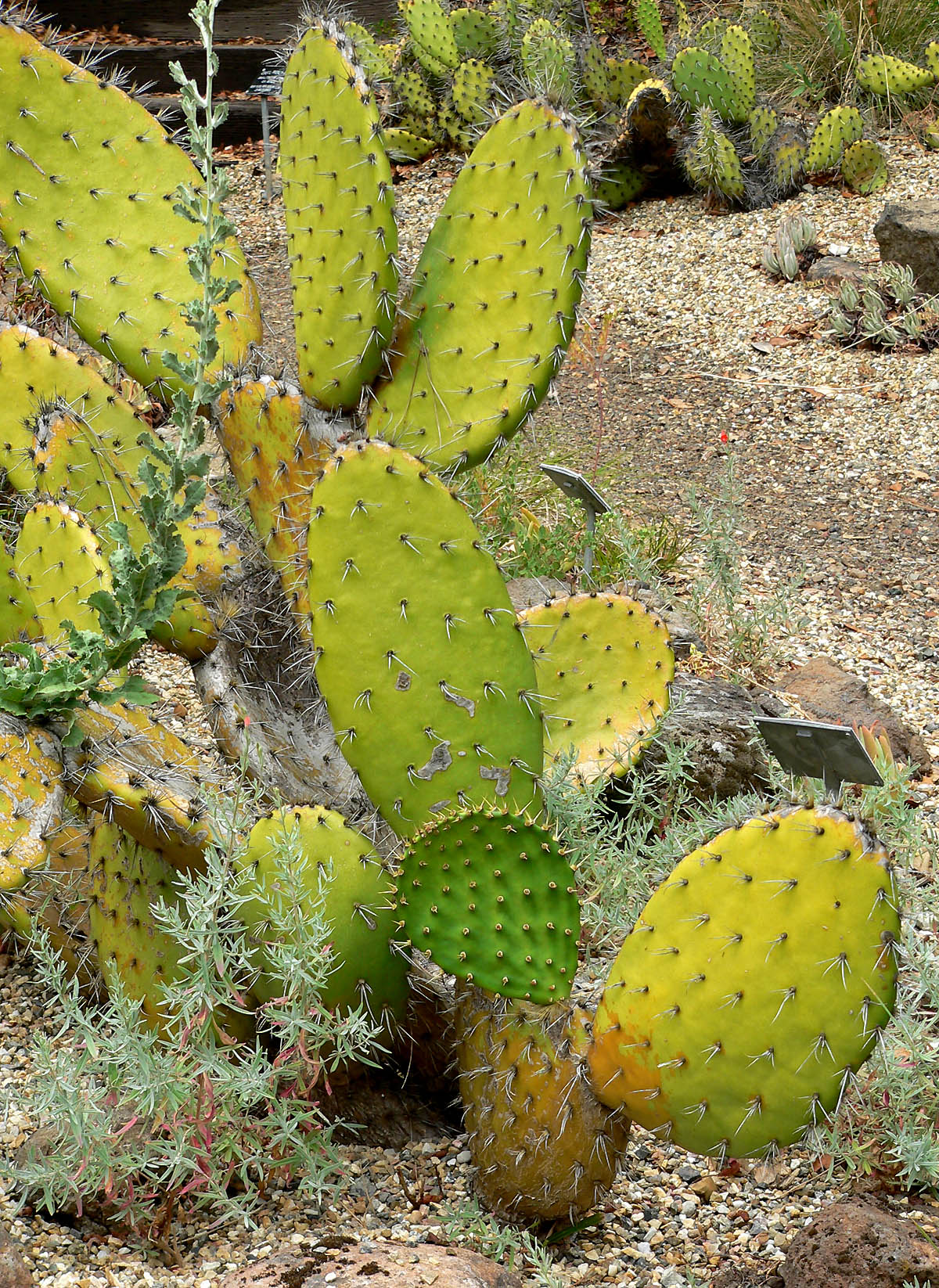
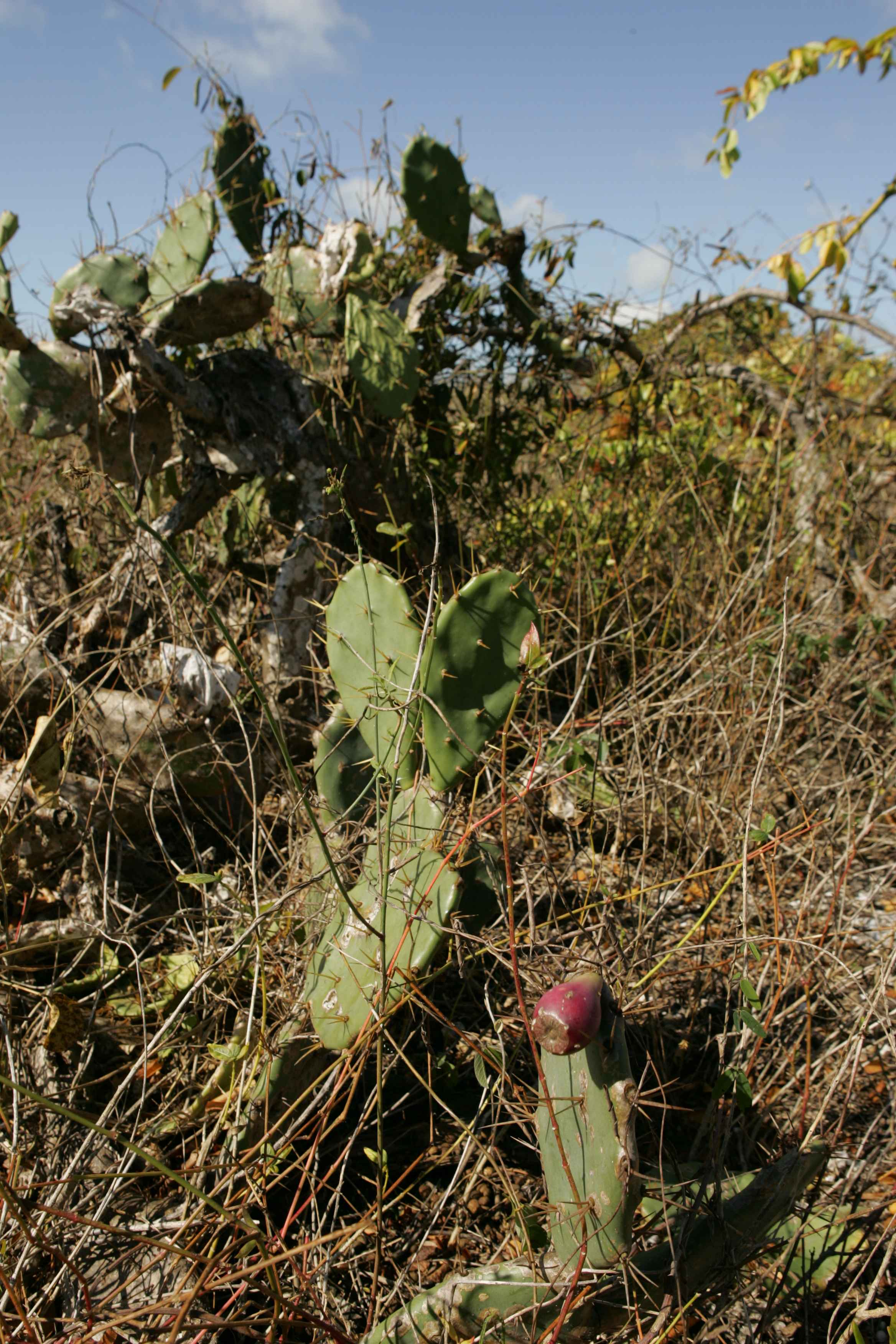